# Anders Windestam
Anders Torolf Windestam, född 19  mars 1929 i Uppsala, död 11 juni 1972 i Katarina församling i Stockholm, var en svensk kompositör och musiker. 
Windestam var med, under namnet Ankan, i Vårat gäng där han spelade gitarr och sjöng. Han var under flera år med i Charlie Normans orkester. Windestam är begravd på Skogskyrkogården i Stockholm.

## Filmmusik
- 1957 – Aldrig i livet